# Convención sobre la Protección del Patrimonio Mundial Cultural y Natural

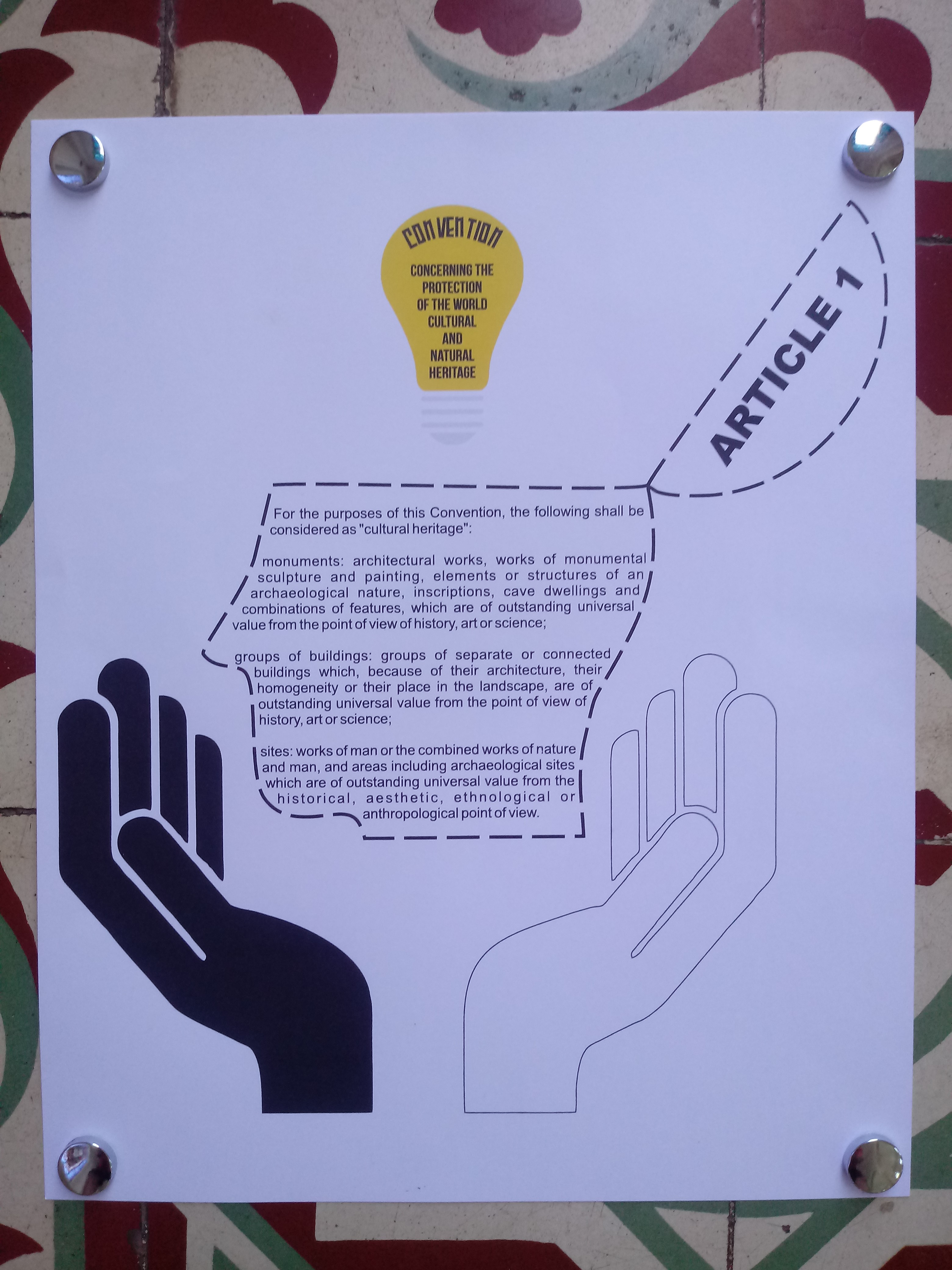
Placa con el artículo 1 de la Convención.

La Convención sobre la Protección del Patrimonio Mundial Cultural y Natural fue adoptada por la conferencia general de la Unesco en su XVII reunión realizada en París el 16 de noviembre de 1972. Desde entonces, 191 países han ratificado la convención.
| Año de adhesión | País | Fecha de adhesión | Bienes inscritos |
| --------------- | --- | ----------------- | --- |
| 1973            | Estados Unidos | 7 de diciembre    | 20 (2 de ellos son transfronterizos, compartidos con Canadá) |
| 1974            | Egipto | 7 de febrero      | 7 |
| 1974            | Irak | 5 de marzo        | 3 |
| 1974            | Bulgaria | 7 de marzo        | 9 |
| 1974            | Sudán | 6 de junio        | 1 |
| 1974            | Argelia | 24 de junio       | 7 |
| 1974            | Australia | 22 de agosto      | 17 |
| 1974            | República Democrática del Congo | 23 de septiembre  | 5 |
| 1974            | Nigeria | 23 de octubre     | 2 |
| 1974            | Níger | 23 de diciembre   | 2 |
| 1975            | Irán | 26 de febrero     | 9 |
| 1975            | Túnez | 10 de marzo       | 8 |
| 1975            | Jordania | 5 de mayo         | 3 |
| 1975            | Ecuador | 16 de junio       | 4 |
| 1975            | Ghana | 4 de julio        | 2 |
| 1975            | Francia | 27 de junio       | 33 (2 de ellos son transfronterizos: uno, compartido con Bélgica; el otro, compartido con España) |
| 1975            | Siria | 13 de agosto      | 5 |
| 1975            | Chipre | 14 de agosto      | 3 |
| 1975            | Suiza | 17 de septiembre  | 9 (uno de ellos es transfronterizo, compartido con Italia) |
| 1975            | Marruecos | 28 de octubre     | 8 |
| 1976            | Senegal | 13 de febrero     | 5 (uno de ellos es transfronterizo, compartido con Gambia) |
| 1976            | Canadá | 23 de julio       | 15 (2 de ellos son transfronterizos, compartidos con Estados Unidos) |
| 1976            | Polonia | 29 de junio       | 13 (2 de ellos son transfronterizos: uno, compartido con Alemania; el otro, compartido con Bielorrusia) |
| 1976            | Pakistán | 23 de julio       | 6 |
| 1976            | Alemania (La antigua República Democrática Alemana, integrada en Alemania en 1990, se adhirió a la Convención el 12 de diciembre de 1988) | 23 de agosto      | 33 (2 de ellos son transfronterizos: uno, compartido con Polonia; el otro, compartido con Reino Unido) |
| 1976            | Bolivia | 4 de octubre      | 6 |
| 1977            | Mali | 5 de abril        | 4 |
| 1977            | Noruega | 12 de mayo        | 7 (uno de ellos es transfronterizo, compartido con Bielorrusia, Estonia, Finlandia, Letonia, Lituania, Moldavia, Rusia, Suecia y Ucrania)                                                                       |
| 1977            | Guyana | 20 de junio       | 0 |
| 1977            | Etiopía | 6 de julio        | 8 |
| 1977            | Tanzania | 2 de agosto       | 7 |
| 1977            | Costa Rica | 23 de agosto      | 3 (uno de ellos es transfronterizo, compartido con Panamá) |
| 1977            | Brasil | 1 de septiembre   | 17 (uno de ellos es transfronterizo, compartido con Argentina) |
| 1977            | India | 14 de noviembre   | 27 |
| 1978            | Panamá | 3 de marzo        | 5 (uno de ellos es transfronterizo, compartido con Costa Rica) |
| 1978            | Nepal | 20 de junio       | 4 |
| 1978            | Italia | 23 de junio       | 43 (2 de ellos son transfronterizos: uno, compartido con la Santa Sede (Ciudad del Vaticano); el otro, compartido con Suiza)                                                                                    |
| 1978            | Arabia Saudita | 7 de agosto       | 1 |
| 1978            | Argentina | 23 de agosto      | 12 (3 de ellos son transfronterizos, uno compartido con Brasil, otro con Perú, Bolivia, Chile, Colombia y Ecuador y otro compartido con Alemania, Bélgica, Francia, India, Japón y Suiza)                       |
| 1978            | Libia | 13 de octubre     | 5 |
| 1978            | Mónaco | 7 de noviembre    | 0 |
| 1978            | Malta | 14 de noviembre   | 3 |
| 1979            | Guatemala | 16 de enero       | 3 |
| 1979            | Guinea | 18 de marzo       | 1 (transfronterizo, compartido con Costa de Marfil) |
| 1979            | Afganistán | 20 de marzo       | 2 |
| 1979            | Honduras | 8 de junio        | 2 |
| 1979            | Dinamarca | 25 de julio       | 4 |
| 1979            | Nicaragua | 17 de diciembre   | 1 |
| 1980            | Haití | 18 de enero       | 1 |
| 1980            | Chile | 20 de febrero     | 5 |
| 1980            | Seychelles | 9 de abril        | 2 |
| 1980            | Sri Lanka | 6 de junio        | 7 |
| 1980            | Portugal | 30 de septiembre  | 13 |
| 1980            | Yemen | 7 de octubre      | 4 |
| 1980            | República Centroafricana | 22 de diciembre   | 1 |
| 1981            | Costa de Marfil | 9 de enero        | 3 (uno de ellos es transfronterizo, compartido con Guinea) |
| 1981            | Mauritania | 2 de marzo        | 2 |
| 1981            | Cuba | 24 de marzo       | 9 |
| 1981            | Grecia | 17 de julio       | 17 |
| 1981            | Omán | 6 de octubre      | 4 |
| 1982            | Malaui | 5 de enero        | 2 |
| 1982            | Perú | 24 de febrero     | 10 |
| 1982            | España | 4 de mayo         | 40 (uno de ellos es transfronterizo, compartido con Francia) |
| 1982            | Burundi | 19 de mayo        | 0 |
| 1982            | Benín | 14 de junio       | 1 |
| 1982            | Zimbabue | 16 de agosto      | 5 (uno de ellos es transfronterizo, compartido con Zambia) |
| 1982            | Santa Sede | 7 de octubre      | 2 (uno de ellos es transfronterizo, compartido con Italia) |
| 1982            | Mozambique | 27 de noviembre   | 1 |
| 1982            | Camerún | 7 de diciembre    | 1 |
| 1983            | Líbano | 3 de febrero      | 5 |
| 1983            | Turquía | 16 de marzo       | 9 |
| 1983            | Colombia | 24 de mayo        | 6 |
| 1983            | Jamaica | 14 de junio       | 0 |
| 1983            | Madagascar | 19 de julio       | 3 |
| 1983            | Bangladés | 3 de agosto       | 3 |
| 1983            | Luxemburgo | 28 de septiembre  | 1 |
| 1983            | Antigua y Barbuda | 1 de noviembre    | 0 |
| 1984            | México | 23 de febrero     | 29 |
| 1984            | Reino Unido | 29 de mayo        | 27 (uno de ellos es transfronterizo, compartido con Alemania) |
| 1984            | Zambia | 4 de junio        | 1 (transfronterizo, compartido con Zimbabue) |
| 1984            | Catar | 12 de septiembre  | 0 |
| 1984            | Nueva Zelanda | 22 de noviembre   | 3 |
| 1985            | Suecia | 22 de enero       | 14 (2 de ellos son transfronterizos: uno, compartido con Finlandia; el otro, compartido con Bielorrusia, Estonia, Finlandia, Letonia, Lituania, Moldavia, Noruega, Rusia y Ucrania)                             |
| 1985            | República Dominicana | 12 de febrero     | 1 |
| 1985            | Hungría | 15 de julio       | 8 (2 de ellos son transfronterizos: uno, compartido con Austria; el otro, compartido con Eslovaquia) |
| 1985            | Filipinas | 19 de septiembre  | 5 |
| 1985            | China | 12 de diciembre   | 37 |
| 1986            | Maldivas | 22 de mayo        | 0 |
| 1986            | San Cristóbal y Nieves | 10 de julio       | 1 |
| 1986            | Gabón | 30 de diciembre   | 1 |
| 1987            | Finlandia | 4 de marzo        | 7 (2 de ellos son transfronterizos: uno, compartido con Suecia; el otro, compartido con Bielorrusia, Estonia, Letonia, Lituania, Moldavia, Noruega, Rusia, Suecia y Ucrania)                                    |
| 1987            | Laos | 20 de marzo       | 2 |
| 1987            | Burkina Faso | 2 de abril        | 0 |
| 1987            | Gambia | 1 de julio        | 2 (uno de ellos es transfronterizo, compartido con Senegal) |
| 1987            | Tailandia | 17 de septiembre  | 5 |
| 1987            | Vietnam | 19 de octubre     | 5 |
| 1987            | Uganda | 20 de noviembre   | 3 |
| 1987            | República del Congo | 10 de diciembre   | 0 |
| 1988            | Paraguay | 27 de abril       | 1 |
| 1988            | Cabo Verde | 28 de abril       | 0 |
| 1988            | Corea del Sur | 14 de septiembre  | 8 |
| 1988            | Bielorrusia | 12 de octubre     | 4 (2 de ellos son transfronterizos: uno, compartido con Polonia; el otro, compartido con Estonia, Finlandia, Letonia, Lituania, Moldavia, Noruega, Rusia, Suecia y Ucrania)                                     |
| 1988            | Rusia | 12 de octubre     | 23 (3 de ellos son transfronterizos: uno, compartido con Lituania; otro, compartido con Mongolia; otro, compartido con Bielorrusia, Estonia, Finlandia, Letonia, Lituania, Moldavia, Noruega, Suecia y Ucrania) |
| 1988            | Ucrania | 12 de octubre     | 4 (2 de ellos son transfronterizos: uno, compartido con Eslovaquia; el otro, compartido con Bielorrusia, Estonia, Finlandia, Letonia, Lituania, Moldavia, Noruega, Rusia y Suecia)                              |
| 1988            | Malasia | 7 de diciembre    | 3 |
| 1989            | Uruguay | 9 de marzo        | 1 |
| 1989            | Indonesia | 6 de julio        | 7 |
| 1989            | Albania | 10 de julio       | 2 |
| 1990            | Mongolia | 2 de febrero      | 2 (uno de ellos es transfronterizo, compartido con Rusia) |
| 1990            | Rumania | 16 de mayo        | 7 |
| 1990            | Venezuela | 30 de octubre     | 3 |
| 1990            | Belice | 6 de noviembre    | 1 |
| 1990            | Fiyi | 21 de noviembre   | 0 |
| 1991            | Baréin | 28 de mayo        | 1 |
| 1991            | Kenia | 5 de junio        | 4 |
| 1991            | Irlanda | 16 de septiembre  | 2 |
| 1991            | El Salvador | 8 de octubre      | 1 |
| 1991            | San Marino | 18 de octubre     | 1 |
| 1991            | Santa Lucía | 14 de octubre     | 1 |
| 1991            | Angola | 7 de noviembre    | 0 |
| 1991            | Camboya | 28 de noviembre   | 2 |
| 1992            | Lituania | 31 de marzo       | 4 (2 de ellos son transfronterizos: uno, compartido con Rusia; el otro, compartido con Bielorrusia, Estonia, Finlandia, Letonia, Moldavia, Noruega, Rusia, Suecia y Ucrania)                                    |
| 1992            | Islas Salomón | 10 de junio       | 1 |
| 1992            | Japón | 30 de junio       | 14 |
| 1992            | Croacia | 6 de julio        | 7 |
| 1992            | Países Bajos | 26 de agosto      | 7 |
| 1992            | Tayikistán | 28 de agosto      | 0 |
| 1992            | Georgia | 4 de noviembre    | 3 |
| 1992            | Eslovenia | 5 de noviembre    | 1 |
| 1992            | Austria | 18 de diciembre   | 8 (uno de ellos es transfronterizo, compartido con Hungría) |
| 1993            | Uzbekistán | 13 de enero       | 4 |
| 1993            | República Checa | 26 de marzo       | 12 |
| 1993            | Eslovaquia | 31 de marzo       | 7 (2 de ellos son transfronterizos: uno, compartido con Hungría; el otro, compartido con Ucrania) |
| 1993            | Bosnia y Herzegovina | 12 de julio       | 2 |
| 1993            | Armenia | 5 de septiembre   | 3 |
| 1993            | Azerbaiyán | 16 de diciembre   | 2 |
| 1994            | Kazajistán | 29 de abril       | 3 |
| 1994            | Birmania | 29 de abril       | 0 |
| 1994            | Turkmenistán | 30 de septiembre  | 3 |
| 1995            | Letonia | 10 de enero       | 2 (uno de ellos es transfronterizo, compartido con Bielorrusia, Estonia, Finlandia, Lituania, Moldavia, Noruega, Rusia, Suecia y Ucrania)                                                                       |
| 1995            | Dominica | 4 de abril        | 1 |
| 1995            | Kirguistán | 3 de julio        | 0 |
| 1995            | Estonia | 27 de octubre     | 2 (uno de ellos es transfronterizo, compartido con Bielorrusia, Finlandia, Letonia, Lituania, Moldavia, Noruega, Rusia, Suecia y Ucrania)                                                                       |
| 1995            | Mauricio | 19 de septiembre  | 2 |
| 1995            | Islandia | 19 de diciembre   | 2 |
| 1996            | Bélgica | 24 de julio       | 9 (uno de ellos es transfronterizo, compartido con Francia) |
| 1997            | Andorra | 3 de enero        | 1 |
| 1997            | Macedonia del Norte | 30 de abril       | 1 |
| 1997            | Sudáfrica | 10 de julio       | 8 |
| 1997            | Papúa Nueva Guinea | 28 de julio       | 1 |
| 1997            | Surinam | 23 de octubre     | 2 |
| 1998            | Togo | 15 de abril       | 1 |
| 1998            | Corea del Norte | 21 de julio       | 1 |
| 1998            | Granada | 13 de agosto      | 0 |
| 1998            | Botsuana | 23 de noviembre   | 1 |
| 1999            | Chad | 23 de junio       | 0 |
| 1999            | Israel | 6 de octubre      | 6 |
| 2000            | Namibia | 6 de abril        | 1 |
| 2000            | Kiribati | 12 de mayo        | 0 |
| 2000            | Comoras | 27 de septiembre  | 0 |
| 2000            | Ruanda | 28 de diciembre   | 0 |
| 2001            | Niue | 23 de enero       | 0 |
| 2001            | Emiratos Árabes Unidos | 11 de mayo        | 0 |
| 2001            | Samoa | 28 de agosto      | 0 |
| 2001            | Serbia | 11 de septiembre  | 4 |
| 2001            | Bután | 22 de octubre     | 0 |
| 2001            | Eritrea | 24 de octubre     | 0 |
| 2002            | Liberia | 28 de marzo       | 0 |
| 2002            | Barbados | 9 de abril        | 0 |
| 2002            | Islas Marshall | 24 de abril       | 0 |
| 2002            | Kuwait | 6 de junio        | 0 |
| 2002            | Palaos | 11 de junio       | 0 |
| 2002            | Vanuatu | 13 de junio       | 1 |
| 2002            | Estados Federados de Micronesia | 22 de julio       | 0 |
| 2002            | Moldavia | 23 de septiembre  | 1 (transfronterizo, compartido con Bielorrusia, Estonia, Finlandia, Letonia, Lituania, Noruega, Rusia, Suecia y Ucrania)                                                                                        |
| 2003            | San Vicente y las Granadinas | 3 de febrero      | 0 |
| 2003            | Lesoto | 25 de noviembre   | 0 |
| 2004            | Tonga | 30 de abril       | 0 |
| 2005            | Sierra Leona | 7 de enero        | 0 |
| 2005            | Trinidad y Tobago | 16 de febrero     | 0 |
| 2005            | Suazilandia | 30 de noviembre   | 0 |
| 2006            | Guinea-Bisáu | 28 de enero       | 0 |
| 2006            | Montenegro | 3 de junio        | 2 |
| 2006            | Santo Tomé y Príncipe | 25 de julio       | 0 |
| 2007            | Yibuti | 30 de agosto      | 0 |
| 2009            | Islas Cook | 16 de enero       | 0 |
| 2010            | Guinea Ecuatorial | 10 de marzo       | 0 |
| 2011            | Brunéi | 12 de agosto      | 0 |
| 2011            | Palestina | 8 de diciembre    | 1 |
| 2012            | Singapur | 19 de junio       | 0 |
| 2014            | Bahamas | 15 de mayo        | 0 |